# Chiesa di Santa Maria Elisabetta (Bergamo)
La chiesa di Santa Maria Elisabetta era un edificio di culto di Bergamo. La chiesa è stata sconsacrata nel 1943 e destinata a canonica.

## Storia
Non si conosce il periodo esatto di edificazione della chiesa che per tradizione sarebbe stata edificata per volontà di Carlo Magno nel 774. La presenza di alcuni vani interni della chiesa che avrebbero conformazioni simili alle antiche catacombe e la presenza delle reliquie di santa Massenzia, porrebbero la sua edificazione nel periodo paleocristiano. La vicinanza con la chiesa dedicata a san Vigilio, vescovo di Trento e figlio della Massenzia, chiesa edificata nel 727 d.c. e dedicata al santo che, con la madre e i fratelli, pare che abbia abitato per un certo tempo la città orobica, confermerebbero la sua più antica edificazione. 
L'intitolazione a santa Maria Elisabetta fu molto successiva, fu infatti dono a una giovane sposa della famiglia Tasso.
La chiesa fu gestita dai Cavalieri templari, ordine fondato nel 1119 con il compito di difendere i pellegrini che volevano recarsi per devozione in Terra santa, finalità che con il tempo fu poi modificata. La chiesa fu visitata da san Carlo Borromeo arcivescovo di Milano nel 1575, e nella relazione viene citata come Ecclesia Sanctae Mariae de Templo, le chiese dei templari dovevano essere a pianta circolare per riprodurre quella del Santo Sepolcro di Gerusalemme e chiamata tempio. Nel XII secolo, dopo la soppressione dell'ordine dei Tempari da parte del papa Clemente V nel 1307, la chiesa passò all'ordine dei Cavalieri Ospitalieri Gerosolimitani (poi Sovrano Militare Ordine di Malta), anche questo istituito a protezione dei pellegrini in viaggio verso Gerusalemme.
Nel XVII secolo la chiesa è indicata come ex commendis Hierosolimitanis. L'edificio fu oggetto di ristrutturazione nel 1840, con il rialzo della pavimentazione che fu riportata a livello della strada, contrariamente in precedenza era a livello inferiore., venendo poi sconsacrata nel 1943 e adibita ad altro uso.

## Descrizione
La chiesa è raffigurata nella tela di Alvise Cima come doveva presentarsi prima dell'edificazione delle mura di Bergamo del 1561. 

La facciata neoclassica, dovuta al rifacimento ottocentesco, si presenta con un'alta zoccolatura in pietra e tripartita da lesene con capitelli ionici che reggono il marcapiano e il timpano triangolare. Nella sezione centrale vi è il portale completo di paraste che reggono l'architrave aggettante. La parte superiore ospita un'apertura semicircolare atta a illuminare l'aula. Le sezioni laterali hanno due aperture rettangolari, di misura maggiore nelle due aperture superiori.
L'interno ha subito molte variazione nei secoli fino all'adattamento novecentesco che l'ha conformata ad abitazione parrocchiale.